# Enej, Anhiz in Askanij
Enej, Anhiz in Askanij ali Enej z očetom in sinom beži iz Troje je skulptura italijanskega umetnika Giana Lorenza Berninija, ustvarjena ok. 1618-19. Skulptura, ki je v galeriji Borghese v Rimu, prikazuje prizor iz Eneide, kjer junak Enej vodi svojo družino iz požgane Troje.
Skupina v naravni velikosti prikazuje tri generacije Enejeve družine. Mladenič je Enej, ki na rami nosi starejšega moškega – svojega očeta Anhiza. Zelo odločno strmi vstran. Enejevo poreklo od bogov – njegova mati je Afrodita – je poudarjeno z levjo kožo, ogrnjeno okoli njegovega telesa. (Levja koža običajno pomeni moč in je pogosto povezana s Herkulom, Zevsovim potomcem. Za Enejem sledi njegov mladi sin Askanij.
Kip je izdelal Bernini, ko je bil star dvajset let, čeprav se pogosto misli, da mu je pomagal njegov oče Pietro Bernini. Po očetu je mlajši Bernini pridobival ugled v višjih rimskih krogih; Pietrove znamenite manieristične skulpture je naročil celo papež. Z nekaj manjšimi naročili za papeža Pavla V. je Gianlorenzo postal priznan kot zelo obetaven kipar. Papež ni mogel verjeti, da lahko tako mlad izkleše tako delo. Te skulpture, zlasti antične, so sčasoma pritegnile pozornost kardinala Scipiona Borgheseja, ki je ljubil umetnost, denar in moško fizično lepoto in je bil za papežem najvplivnejši človek v Rimu.
Skulptura je pod vplivom prejšnjih del drugih umetnikov. Michelangelov lik Vstalega Kristusa (v Santa Maria sopra Minerva) naj bi služil kot zgled za lik Eneja. Zdi se, da Enejeva glava odseva Janeza Krstnika Pietra Berninija (Cappella Barberini v Sant'Andrea della Valle). Menijo, da ima tudi elemente, ki izhajajo iz Rafaelove freske Požar v Borgu (Vatikanski muzeji, Stanze di Borgo) in iz lastne naslikane interpretacije Enejevega bega Federica Baroccija (Villa Borghese). Tudi drža skulpture odmeva drugo delo, ki ga je ustvaril njegov oče, Sveti Matej z angelom. Enejeva leva noga in Askanijeva desna noga stojita naprej, medtem ko je na Pietrovi skulpturi svetega Mateja drža enaka, vendar zrcalna.

## Pokroviteljstvo
To je bilo Berninijevo prvo naročilo kardinala Scipiona Borgheseja. Verjetno se je začel okoli leta 1618 in končal v naslednjem letu. Bila je ena od številnih skulptur, ki so končale v vili Borghese, zdaj Galerija Borghese.

## Zgodba
Berninijev navdih za delo je bila Eneida, latinska epska pesem, ki pripoveduje zgodbo o Eneju, Trojancu, ki je zapustil svoje domače mesto in na koncu končal v Italiji, kjer je postal ustanovitelj rimskega ljudstva. Natančen prikazan prizor je trenutek, ko Enej nese svojega očeta, ostarelega Anhiza in sina Askanija iz Troje, potem ko jo je grška vojska oplenila. Anhiz v roki nosi posodo s pepelom svojih prednikov, na vrhu katere sta dva majhna kipca Di Penatov, rimskih hišnih bogov.

## Umetniški vplivi
Bernini je bil komaj star dvajset, ko je bilo delo končano. Zato ni nenavadno videti, da je slog izvedbe še vedno veliko dolžan drugim umetnikom - njegov lastni slog bo postal bolj očiten z drugimi deli, ki jih je naročil kardinal Scipione Borghese. Vpliv njegovega očeta Pietra Berninija je bil očiten v precej grudastem ravnanju s figurami. Pojavijo se elementi kiparja iz 16. stoletja Giambologna, zlasti v tem, kako je Bernini poskušal ustvariti občutek gibanja navzgor od dečka Askansija do njegovega dedka Anhiza. Lik Eneja je lahko oblikovan po Michelangelovem kipu Vstali Kristus.
Navedena sta tudi dva slikana vpliva. Prvič, slika Federica Baroccija na isto temo, ki je bila tudi v zbirki kardinala Borgheseja. Toda bolj znan vpliv ima Rafaelova freska v Vatikanu, Požar v Borgu, ki prikazuje podoben prizor, moškega, ki nosi svojega očeta in sina poleg njih. 

## Kritični sprejem
Skulptura je precej časa veljala za Berninijevega očeta Pietra. Tudi ko so kasnejši dokazi razkrili, da je kip delo Giana Lorenza Berninija, je bil kritični sprejem kipa mešan. Hibbard je prepoznal umetnost v kontrastu med Enejevo čvrsto kožo in povešeno kožo starejšega Anhiza, vendar je tudi opazil, da je kip »utesnjen in negotov«. Drugi so v kipu, tako kot pri drugih kipih kardinala Borgheseja, videli razvoj prejšnjih manierističnih kipov. Ann Sutherland Harris primerja Berninijevo delo z Giambolognovim Ugrabitev Sabink. Giambolognina piramidna kompozicija je vabila gledalce, da se sprehodijo okoli nje in vidijo različne značajske izraze ter dejansko obliko in teksturo njihovih teles iz različnih položajev; Berninijeva skulptura pa je na drugi strani omogočala eno samo stališče, s katerega je bilo videti izraze treh likov - z veliko manj zgodbe, ki je bila očitna, ko je gledano iz različnih zornih kotov.